# Il precedente tentativo di Spedizione di Garibaldi del 1859 e la politica britannica

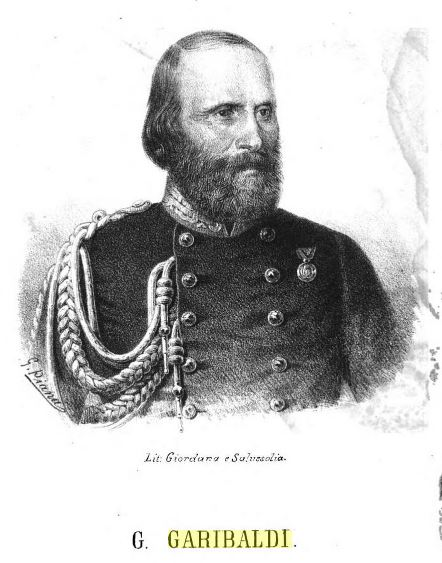
Garibaldi cacciatore delle Alpi nel 1859

Una spedizione militare dalla Romagna verso le Marche papali era stata predisposta da Garibaldi nel settembre del 1859, quando era secondo in comando della Lega, nata nell’agosto del 1859 come accordo difensivo e militare tra Toscana, Modena e la Romagna ed al cui comando era l’esule modenese Fanti. La Lega era nata per prevenire un eventuale attacco delle truppe papali, che intendevano riprendere possesso delle Romagne con l’aiuto del Re di Napoli.

In quel periodo Garibaldi ripercorreva la pineta e la palude di Ravenna dove era transitato nel 1849 con Anita in occasione della ritirata dopo il periodo della Repubblica Romana.
Garibaldi aveva portato con sé dalla Valtellina, Cosenz, Medici, Bixio ed un grosso numero di volontari desiderosi di continuare sugli Appennini la guerra interrotta a metà sulle Alpi. Sul fiume Rubicone i romagnoli ed i volontari da ogni parte d’Italia premevano su Garibaldi per farsi guidare a sud della Romagna ex pontificia e liberare le Marche ancora sotto la dominazione papale. 

Contemporaneamente Mazzini raccoglieva fondi per acquistare armi e, tramite i suoi amici, inviava messaggi a Garibaldi perché procedesse ad invadere le Marche, progetto che in quel periodo incontrava l’atteggiamento favorevole del Farini e del generale Fanti, il quale il 19 ottobre scriveva a Garibaldi di passare il confine nel caso in cui qualche territorio papale fosse insorto. 

Successivamente tale atteggiamento favorevole all’invasione del territorio papale verrà ritirato a seguito delle osservazioni del Ricasoli e del Rattazzi, successore di Cavour, a causa del grave pericolo di azioni militari da parte della Francia e dell’Austria.
Il 12 novembre, dopo un colloquio con Farini e Fanti, Garibaldi acconsentì a non intervenire, ma poche ore dopo lo stesso Garibaldi inviava loro il seguente telegramma: 
(Garibaldi e i Mille, G.M. Trevelyan, pag. 153-154-155)
Garibaldi si era già messo in marcia, nonostante la notizia dell’insurrezione fosse falsa, quando venne fermato da un pronto contrordine del Farini e del Fanti, lo stesso Vittorio Emanuele II convinse Garibaldi della necessità di attendere ancora, offrendogli il suo fucile ed il grado di generale nell’Esercito Piemontese, Garibaldi accettò in regalo il fucile del re cacciatore, ma rifiutò il grado di generale, quindi i volontari si ritirarono. In quel periodo Mazzini scriveva:
(Garibaldi e i Mille, G.M. Trevelyan, pag. 157 – Fam. Crauford, 181)
In effetti Mazzini e Garibaldi erano convinti che si dovesse agire finché lo spirito rivoluzionario fosse stato vivo e ben presente in tutta la penisola e di questo era profondamente convinto anche Cavour che con il suo amico De La Rive si era espresso al riguardo con le seguenti parole: 
(Garibaldi e i Mille, G.M. Trevelyan, pag. 158 – De La Rive, 401)

## La politica britannica nel 1859

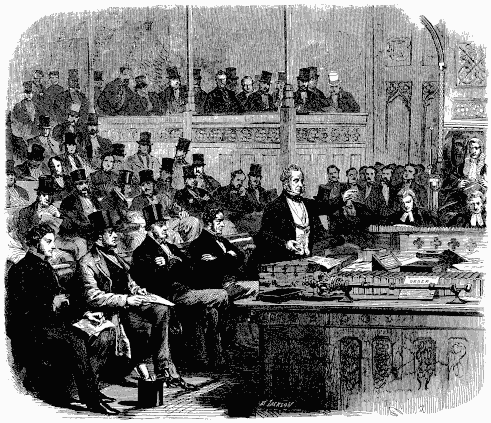
Lord Palmerston si rivolge alla Camera dei Comuni britannica.

Fino alla Seconda guerra di Indipendenza l'atteggiamento del governo britannico Derby era favorevole all'Austria, al punto che uno degli ultimi atti del Ministero conservatore era stato l'invio a Napoli dell'ambasciatore Henry Elliot, con il compito di convincere il re delle Due Sicilie a non unirsi al Piemonte nella guerra contro l'Austria e perfino lo stesso atteggiamento di neutralità inglese era in questione. 

Dopo le elezioni del maggio 1859, con il nuovo governo Palmerston, l'atteggiamento britannico cambiò indirizzo politico. In questo periodo, principalmente ad opera dei suoi politici Palmerston, Russel, Gladstone, l'Inghilterra iniziava a simpatizzare per la causa dell'unità italiana, sia per personali simpatie del suddetto "Triumvirato" britannico, come allora veniva chiamato, che per l'evidente interesse di impedire una influenza francese sulla penisola italiana, in quanto un'Italia unita ed indipendente poteva fare a meno della protezione della Francia. Il cambiamento politico filo-italiano, che sarebbe seguito alla nomina del nuovo governo Palmerston, era conosciuto ed atteso con impazienza, al punto che, dopo le dimissioni del governo Derby, quando l'11 giugno 1859 lord Hartington pronunciò il discorso alla Camera annunciando il nuovo governo, il rappresentante del Piemonte salutò l'avvenimento con grande entusiasmo così descritto:
(Garibaldi e i Mille, G.M. Trevelyan, pagg. 148-149)
Anche l'ambasciatore inglese a Torino, Sir James Hudson salutò con favore il nuovo corso politico favorevole all'Italia, che si espresse subito dopo l'armistizio di Villafranca con il sostegno politico alla causa di Toscana, Modena e Romagna contro il ritorno dei vecchi governanti e con il principio della non ingerenza negli affari interni della penisola italiana. Tale principio sarà fondamentale quando impedirà l'adozione del blocco navale anglo-francese nello Stretto di Messina, richiesto da Francesco II per impedire il passaggio di Garibaldi nell'Italia continentale, decisione alla quale contribuì anche l'intervento dell'anglo-italiano Sir James Lacaita, appositamente inviato dal Cavour. Il Lacaita, benché molto malato, il 24 luglio 1860 riuscì ad ottenere un colloquio con Lord Russell, per evitare un accordo del britannico con il francese Victor de Persigny.,, 
 
La maggior parte del ceto medio britannico simpatizzava per l'unità italiana ed in Inghilterra erano presenti da tempo associazioni di raccolta fondi per la causa dell'unità italiana, come la "Emancipation of Italy Fund Committee", il "Italian refugee fund" del 1849, la "Society of the Friends of Italy", il "Garibaldi Fund" del 1859 ed altre, la cui opera era favorita anche dalla presenza in Inghilterra di Mazzini e parecchi altri esuli italiani, che svolgevano opera di informazione e sensibilizzazione sull'opinione pubblica britannica, attivi furono Aurelio Saffi, Jessie White Mario, Alessandro Gavazzi e Felice Orsini.,